# المنطقة المركزية الشرقية (مصر)
المنطقة المركزية الشرقية  هي إحدى المناطق العسكرية التابعة للقوات المسلحة المصرية، والتي ألغيت قيادتها بعد إعادة تنظيم القوات المسلحة عقب حرب 1967.

## قادة المنطقة
- الفريق / صلاح الدين محسن.[1]
- الفريق / صلاح الدين الحديدي.[2]:552
- الفريق / علي علي عامر.[3]:172